# Ermesenda do Luxemburgo
Ermesenda do Luxemburgo ou Ermesenda de Namur (Namur, 1 de julho de 1186 – Limburgo, 12 de fevereiro de 1247) foi Condessa do Luxemburgo, La Roche e Durbuy entre 1197 e 1247. Era a única filha de Henrique IV, Conde de Luxemburgo e Namur, e da sua segunda esposa, Inês de Guelders.

## Biografia
Antes do seu nascimento, Henrique IV designara Balduíno V de Hainaut como seu sucessor. Contudo, quando Ermesenda nasceu em 1186, e Henrique designou-a como herdeira, começou uma guerra de sucessão inevitável. 
Com o término desta guerra, Henrique decidiu que Balduíno herdaria Namur, Ermesenda, Durbuy e La Roche, e Luxemburgo reverteria para o Sacro Império.(o Imperador Henrique VI mais tarde, deu esse território, ao irmão, Otão I da Borgonha).
Ermesenda foi inicialmente prometida a Henrique II de Champanhe, mas o casamento foi cancelado em 1189. O seu primeiro esposo foi Teobaldo I de Bar (1158-1214). Ele negociou com Otão I da Borgonha a renúncia do território do Luxemburgo. Esse negócio teve sucesso, pois, mais tarde, Ermesinde e Teobaldo tornaram-se, efectivamente, condes do Luxemburgo. 
Quando Teobaldo faleceu, em 1214, Ermesinde casou-se com Waleran III de Limburgo (1180-1226). Em 1223, Ermesinde e Waleran pressionaram a sua aclamação em Namur em detrimento de Filipe II, mas o casal não teve sucesso.
Após a morte de Waleran, Ermesinde governou o Luxemburgo sozinha durante duas décadas. Ela provou ser uma administadora excelente, fazendo com que a prosperidade se alastrasse pelos seus territórios. 

## Descendência
Ermesinde casou primeiro com Teobaldo I de Bar. A sua descendência foi a seguinte: 
- Reinaldo (falece antes de 1214)
- Isabel (falece em 1262), casou-se com Waleran de Limburgo, Lorde de Monschau
- Margarida , que se casou primeiro com Hugo III, Conde de Vaudémont (falece em 1243), e depois com Henrique de Bois, regente de Vaudémont.

Com Waleran III de Limburgo teve os seguintes filhos: 
- Henrique V do Luxemburgo (1216 - 1281), Conde do Luxemburgo,
- Gerardo I de Durbuy, Count of Durbuy (d. 1276)
- Catarina de Limburgo (falece em 1255), esposa de Matias II da Lorena